# Rosh Pina

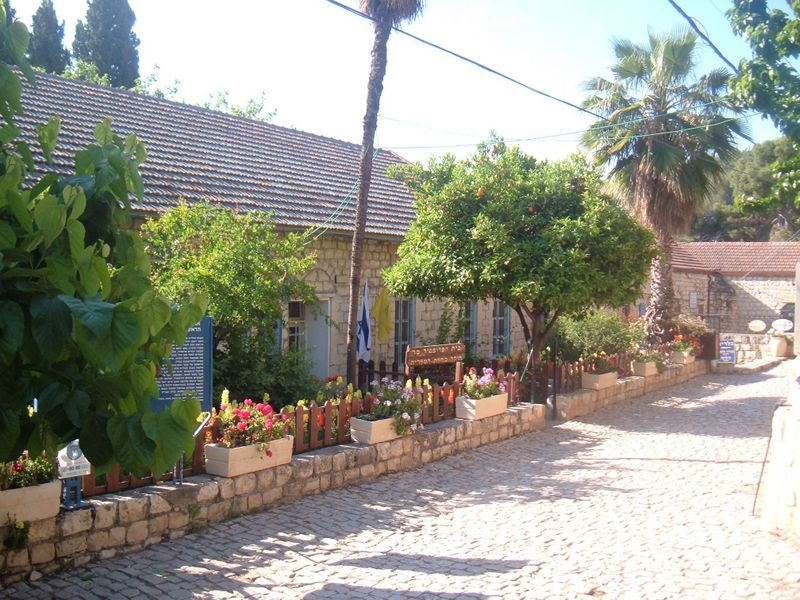
Maison du Professeur Gideon Mer à Rosh Pina

Rosh Pina (ראש פינה) (en français : pierre de tête ou pierre angulaire) est une municipalité de Haute Galilée, située à 2 km au sud-est de Safed, et fait partie des premières implantations sionistes installées dans le nord du futur état d'Israël à la fin du XIXe siècle.

## Historique
Rosh Pina est fondé en 1878 par un groupe de pionniers originaires de la ville de Safed. Ces derniers acquièrent, de leur argent personnel, la moitié des terrains du village arabe de Jaouni, et baptisent l'endroit Gaï Ouni. Au grand mécontentement des rabbins de Safed, ces jeunes pionniers veulent vivre de la terre, mais sans dépendre des aides financières des Juifs de Diaspora.
Leur manque d'expérience dans le domaine de l'agriculture, la canicule qui s'abat trois années durant sur la région et le paludisme qui fait rage amènent au démantèlement de l'implantation. Ils envoient alors une délégation en Europe pour obtenir de l'aide, mais les sommes récupérées, principalement auprès de Sir Laurence Oliphant, restent encore insuffisantes face à leurs besoins. Il ne reste alors plus du groupe d'origine que deux habitants dans le village.
En 1882, l'association sioniste roumaine pour l'installation en Terre d'Israël par le travail de la terre rachète une seconde fois les terres, ce qui permet à un nouveau groupe de pionniers de se réinstaller sur le lieu qu'ils rebaptisent « Rosh Pina », terme tiré du Psaume 22 . L'idée est que la première pierre posée à Rosh Pina sera le commencement de constructions futures.
Un premier temps, ces jeunes gens logent dans le village arabe voisin, les autorités ottomanes leur refusant tout permis de construire. En 1884, le baron Rothschild prend le village sous sa coupe et y fait construire un atelier de tissage de soie. À la suite de la mésentente qui se développe entre les pionniers et les représentants du baron, et de la crise mondiale du marché de la soie, l'atelier est fermé. Les tensions avec les représentants du baron sont telles que Rothschild, en 1900, met un terme à son soutien financier et transfère le village sous la responsabilité de l'organisation « Yika » (יק"א). En 1923, Rosh Pina, comme l'ensemble des implantations juives d'Israël, est maintenant chapeautée par l'organisation "Pika" (פיק"א). En 1899, l'éducateur Yitzhak Epstein y fonde la première école en hébreu du pays.
Avant l'indépendance de l'État, Rosh Pina fait fonction de lieu de transit pour les Juifs de Syrie fuyant leur pays d'origine, mais aussi de centre d'hébergement pour les futurs fondateurs des villages environnants, que sont Biria, Néot-Mordéhaï et Amir. Y séjourne également un groupe du mouvement sioniste révisionniste, le  Betar (בית"ר), dont l'un des membres, Shlomo Ben-Yossef, sera le premier condamné et exécuté par les Britanniques, après la gestion décidée par la Société des Nations confiant l'ancienne Palestine ottomane (de 1547 à 1917) aux autorités britanniques . C'est dans les champs de Rosh Pina que l'agronome Aharon Aharonson, en 1906, crée le blé sauvage. En 1927, le professeur Gideon Mer fonde dans le village un laboratoire, qui se fera par la suite connaître mondialement, pour la recherche sur le paludisme.
Dès années 1970 à 1990, Rosh Pina attire de nombreux jeunes, dont de nombreux artistes et penseurs. Parallèlement, de nouveaux quartiers sont construits et le vieux quartier du village est restauré (il est présenté aujourd'hui comme modèle d'implantation pionnière de l'époque). Le che tourisme y est développé, comprenant des chambres d'hôtes et des restaurants et il représente désormais une part importante des ressources économiques des habitants. En collaboration avec les municipalités d'Hatzor et de Safed, un parc technologique est créé sur une partie de la superficie de ces villes. Peu nombreux sont ceux qui vivent aujourd'hui de l'agriculture.

## Sites du village

### La première synagogue
Elle est construite en 1887 grâce aux dons du baron Rothschild, sur des vestiges de l'époque byzantine. Les meubles en bois qu'on trouve à l'intérieur, œuvres de deux habitants de Rosh Pina, Yossef Vinberg et Avraham Halfon, son petit-fils, sont identiques à leur état d'origine. L'architecture de la synagogue est un mélange de style de construction, qu'on retrouve dans des synagogues établies hors d'Israël et dans la ville de Safed.

### L'hôtel
Il a été construit par l'un des pionniers de Rosh Pina , le rabbin Alter Schwartz.

### La première école
Elle n'est plus lieu d'enseignement et sert aujourd'hui d'auberge de jeunesse.

### «La maison du peuple»
Elle a servi d'atelier à la fabrique de soie. Elle est devenue ensuite un lieu public. 

### La maison du baron
Elle a abrité les représentants du baron Rothschild. Puis elle est agrandie : la nouvelle partie a servi de laboratoire au professeur Gideon Mer. En contrebas, sont aménagés un jardin et une mare à poisson. C'est là que Shlomo Ben-Yossef trouve refuge. Aujourd'hui, la maison abrite le musée municipal.

### Le vieux cimetière
Il abrite les tombes des premiers créateurs de Rosh Pina.

### La maison de Yéhoshoua Ben-Aryé
Yéhoshoua Ben-Aryé est le représentant de la communauté pionnière de Rosh Pina. Du fait de son intense opposition aux représentants du baron, sa maison est construite légèrement à l'écart des autres habitations.

### La maison de Simha Vlikomitz
C'est dans cette maison que vit Simha Vlikomitz, l'instituteur du village. Les cours sont dispensés en hébreu. Il veille continuellement à ce que les enfants parlent un hébreu parfait.

### Le musée de l'implantation en Haute Galilée
Il abrite les archives historiques de l'implantation pour toute la Haute Galilée.

### La forteresse de police
Elle est construite, selon le modèle des forts « Taggart », sous le mandat britannique, à l'est du village, comme de nombreux autres forts de police britannique, afin de lutter contre les attaques des Palestiniens, contre les Anglais et contre les premières ères implantations juives. Ces forts ont été construits avant la période de la grande révolte palestinienne arabe entre 1936 et 1939, qui s'est soldée par la défaite des Palestiniens par les Britanniques, aidés des forces de polices juives (« Notrim »). Ils furent construits aux carrefours principaux des axes de communication et le long de la frontière nord.

## Personnalités
- Aliza Shenhar (1943-), enseignante, écrivaine et ambassadrice, est née à Rosh Pina.